# Garda (canale)
Il canale Garda è un canale di bonifica della bassa pianura bolognese e ferrarese.
Nasce in un'estrema propaggine del comune bolognese di Medicina dall'unione di due canali: il canale Garda basso (lungo 21,1 km), che raccoglie, tra l'altro, il canale di Medicina, e il canale Garda alto (lungo 15,6 km), nato però col nome di Allacciante Garda (lungo 6,5 km).
I due canali per un tratto scorrono parallelamente e molto vicini l'uno all'altro per poi congiungersi all'entrata della provincia di Ferrara. Il canale Garda così scorre verso est parallelamente al canale Menata, attraversando Campotto, una frazione del comune di Argenta, e le sue valli, per poi confluire, dopo un percorso di 5 km, nel torrente Idice.

## Galleria d'immagini

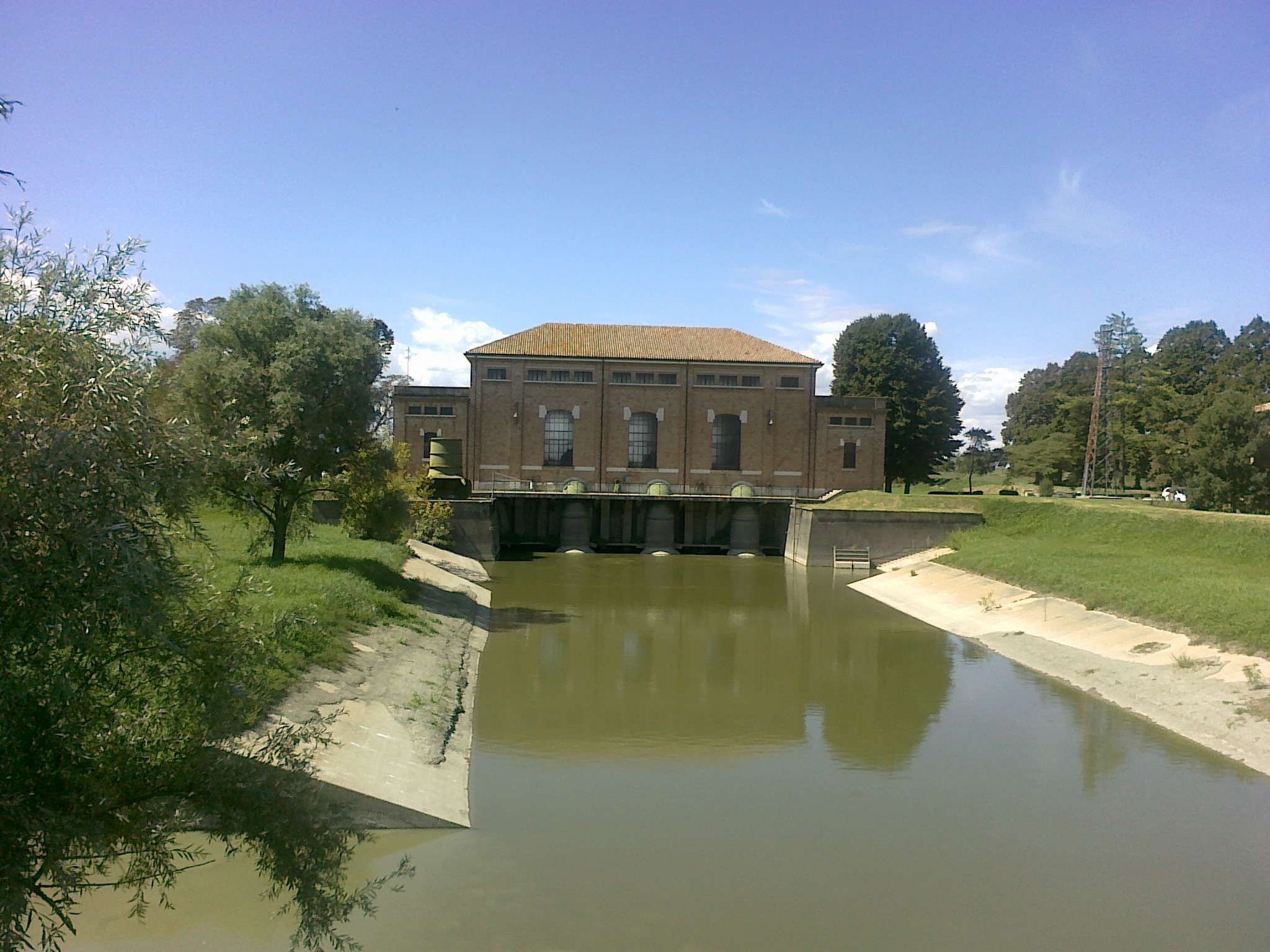
Una idrovora sul canale Garda destro presso l'oasi di Valle Santa
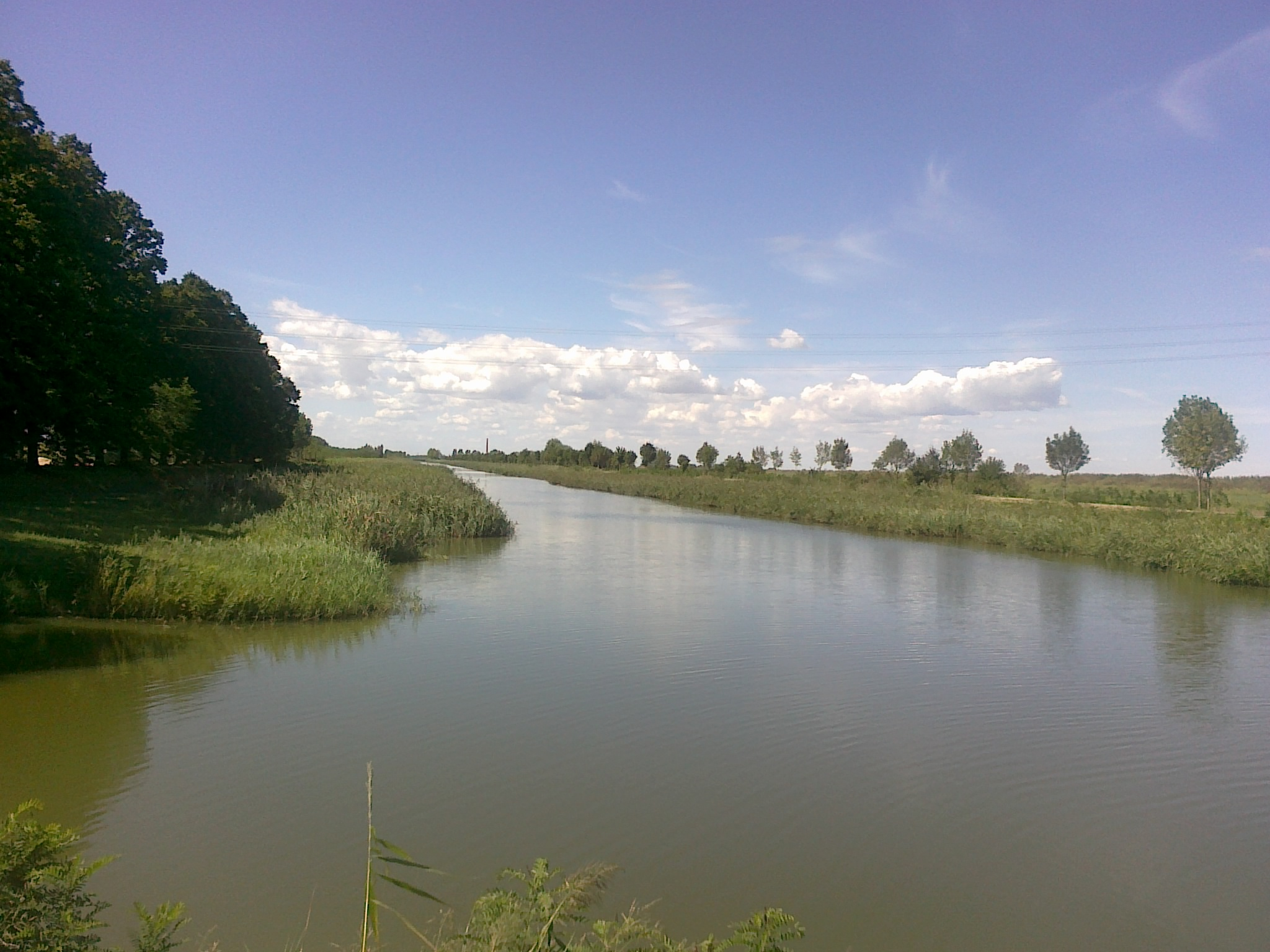
Il canale Garda sinistro presso l'oasi di Valle Santa
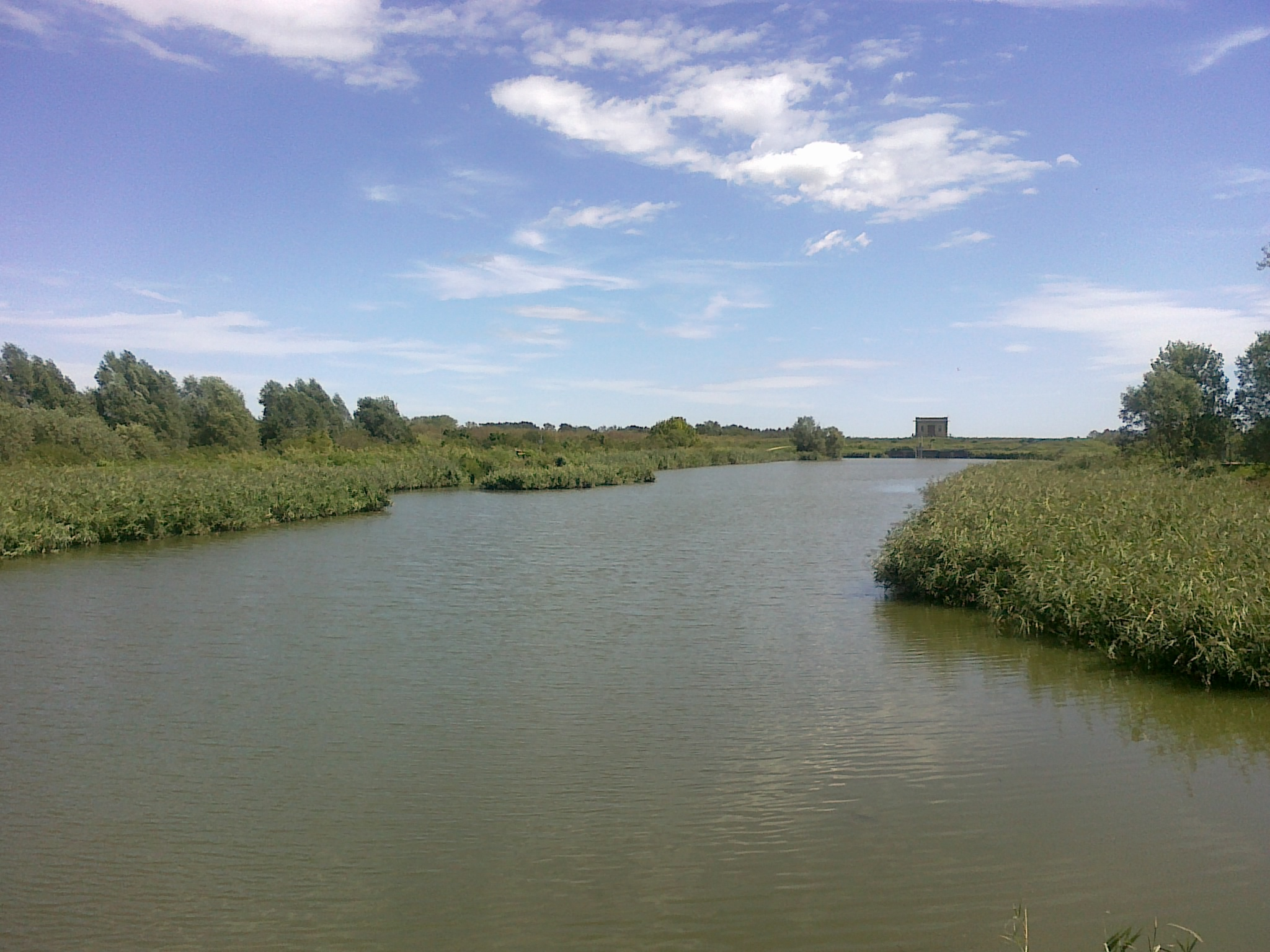
Il canale Garda sinistro presso l'oasi di Valle Santa